# Ван Вайтайакон
Принц Ван Вайтайакон (Его Королевское Высочество принц Ванна Вайдхаякара, Бхонгсепрабхан Принц Нарадхип; 25 августа 1891, Бангкок — 5 сентября 1976, там же) — тайский государственный и политический деятель, дипломат. Председатель Генеральной Ассамблеи ООН во время 11-й сессии.

## Биография

### Ранние годы
Родился в Бангкоке в семье одного из сыновей короля Рамы IV — Вораваннакона. При рождении получил титул Мом Чао, то есть принца третьей степени.
В 1926 году окончил Баллиол-колледж Оксфордского университета и Институт политических исследователей в Париже (1915). Считается основателем профессиональной литературной критики в Таиланде.
Профессиональную дипломатическую карьеру начал в 1917 году. Был назначен третьим секретарём посольства в Париже и секретарём тайских дипломатов в ходе мирных переговоров после Первой мировой войны.
В 1922 году был назначен советником при короле Раме VI. В 1924 году был повышен до ранга заместителя генерального секретаря по иностранным делам, отвечал за переговоры о внесении нескольких важных поправок к политическим и коммерческим договорам с западными державами.

### Дипломатическая работа
В 1926 году был отправлен в Европу в качестве полномочного министра. Нанес визиты в Великобританию, Нидерланды и Бельгию. В течение этого периода он также занимал пост главы тайской делегации в Лиге Наций, где принимал активное участие в деятельности ряда комиссий как их член, вице-президент и президент. Ван Вайтайакон вернулся в Таиланд в 1930 году, где стал профессором факультета искусств университета Чулалонгкорн.
В 1933 году был назначен заместителем декана юридического факультета университета Чулалонгкорн. Затем становится советником Канцелярии премьер-министра и Министерства иностранных дел по вопросам пересмотра международных договоров. В 1934—1935 годах — профессор международного права Таммасатского университета в Бангкоке. Затем — судья арбитражного суда в Гааге.
Во время Второй мировой войны участвовал в качестве официального представителя в переговорах с Японией, присутствовал на Великой Восточноазиатской конференции в Токио, а также на Бандунгской конференции, где был избран докладчиком, и в переговорах, итогом которых стало вхождение Таиланда в состав ООН.

### Послевоенный период
В 1947 году был назначен послом Таиланда в США и по совместительству постоянным представителем в ООН. В 1956 году он был избран президентом 11-й сессии Генеральной Ассамблеи ООН. В 1954 году возглавлял таиландскую делегацию на первом заседании СЕАТО.
Дважды занимал должность министра иностранных дел Таиланда: с 1952 по 1957 год и в 1958 году.
В 1959—1970 годах — заместитель премьер-министра Таиланда.
В 1973 году — председатель Национальной ассамблеи Таиланда.
В 1963—1970 годах занимал пост ректора Таммасатского университета. В 1968 г. возглавлял Совещание по проекту Конституции страны. В 1934—1947, 1973—1975 годах — президент Королевского института Таиланда.
Оставил после себя ряд научных трудов в области дипломатии и филологии.